# 파인토피아로
파인토피아로(Pinetopia-ro)는 경상북도 영주시 상망동 단운 교차로와 봉화군 춘양면 소로리 춘양 교차로를 잇는 경상북도의 도로이다. 이 도로 명칭은 봉화군의 파인토피아 특구 지역을 지난다는 것에서 착안해 명명되었다.

## 연혁
- 2005년 12월 12일 : 영주 ~ 봉화간 도로(영주시 상망동 ~ 봉화군 봉성면 금봉리) 14.48km 구간 확장 개통, 기존 16.0km 구간 폐지[1]
- 2007년 12월 21일 : 봉화 ~ 법전간 도로 및 법전 ~ 소천간 도로 일부(봉화군 봉성면 금봉리 ~ 법전면 소지리) 14.2km 구간 확장 개통[2], 기존 15.2km 구간 폐지[3]
- 2009년 7월 30일 : 2개 이상 시·군에 걸쳐 있는 도로로 파인토피아로를 고시[4]

## 주요 경유지
경상북도
- 영주시 상망동 - 봉화군 봉화읍 - 영주시 이산면 - 봉화군 (봉화읍 · 봉성면 · 법전면 · 춘양면)

## 노선
| 이름                            | 접속 노선              | 소재지                    | 소재지                    | 비고                                                       |
| 원당로와 직결                   | 원당로와 직결          | 원당로와 직결             | 원당로와 직결             | 원당로와 직결                                              |
| ------------------------------- | ---------------------- | ------------------------- | ------------------------- | ---------------------------------------------------------- |
| 단운 교차로                     | 봉화로 원당로427번길   | 영주시                    | 상망동                    |                                                            |
| 상망 교차로                     | 국도 제36호선 (삼봉로) | 영주시                    | 상망동                    | 국도 제36호선 구간                                         |
| 문단교 신암1교                  |                        | 봉화군                    | 봉화읍                    | 국도 제36호선 구간                                         |
| 신암 교차로 (신암2교)           | 신암로                 | 영주시                    | 이산면                    | 국도 제36호선 구간                                         |
| 신암3교 이산교                  |                        | 영주시                    | 이산면                    | 국도 제36호선 구간                                         |
| (신암4통로암거)                 | 봉화로378번길          | 영주시                    | 이산면                    | 국도 제36호선 구간 봉화 방면 진입 불가 영주 방면 진출 불가 |
| (생태통로)                      |                        | 영주시                    | 이산면                    | 국도 제36호선 구간 연장 약 15m                             |
| (생태통로)                      |                        | 영주시                    | 이산면                    | 국도 제36호선 구간 연장 약 15m                             |
| (생태통로)                      |                        | 영주시                    | 이산면                    | 국도 제36호선 구간 연장 약 15m                             |
| (생태통로)                      | 봉화군                 | 봉화읍                    |                           | 국도 제36호선 구간 연장 약 15m                             |
| 유산교                          | 봉화군                 | 봉화읍                    |                           | 국도 제36호선 구간                                         |
| 봉화 교차로 (포저교)            | 봉화군                 | 봉화읍                    | 지방도 제915호선 (예봉로) | 국도 제36호선 구간                                         |
| (생태통로)                      | 봉화군                 | 봉화읍                    |                           | 국도 제36호선 구간 연장 약 20m                             |
| 거촌 교차로 (거촌1교)           | 봉화군                 | 봉화읍                    | 거촌로                    | 국도 제36호선 구간                                         |
| 거촌2교                         | 봉화군                 | 봉화읍                    |                           | 국도 제36호선 구간                                         |
| 금봉 교차로 (금봉2교)           | 봉화군                 | 지방도 제918호선 (봉명로) | 봉성면                    | 국도 제36호선 구간                                         |
| 창평터널                        | 봉화군                 |                           | 봉성면                    | 국도 제36호선 구간 봉화 방면 연장 360m 영주 방면 연장 335m |
| 다덕 교차로                     | 봉화군                 | 다덕로                    | 봉성면                    | 국도 제36호선 구간 봉화 방면 진출입만 가능                 |
| 음지교                          | 봉화군                 |                           | 봉성면                    | 국도 제36호선 구간                                         |
| 다덕 교차로                     | 봉화군                 | 다덕로                    | 봉성면                    | 국도 제36호선 구간 영주 방면 진출입만 가능                 |
| 약수교 우곡1교 우곡2교          | 봉화군                 |                           | 봉성면                    | 국도 제36호선 구간                                         |
| (교차로 명칭 없음)              | 봉화군                 | 다덕로                    | 봉성면                    | 국도 제36호선 구간 봉화 방면 진출 불가 영주 방면 진입 불가 |
| 다덕교                          | 봉화군                 |                           | 봉성면                    | 국도 제36호선 구간                                         |
| 용동 교차로 (옹돌1교) (옹돌2교) | 봉화군                 | 다덕로 옥마로             | 법전면                    | 국도 제36호선 구간                                         |
| 법전 교차로 (법전제1육교)       | 봉화군                 | 법전로                    | 법전면                    | 국도 제36호선 구간 봉화 방면 진입 불가 영주 방면 진출 불가 |
| 법전교                          | 봉화군                 |                           | 법전면                    | 국도 제36호선 구간                                         |
| 법전 교차로 (법전제2육교)       | 봉화군                 | 법전로                    | 법전면                    | 국도 제36호선 구간 봉화 방면 진출 불가 영주 방면 진입 불가 |
| 법전역                          | 봉화군                 |                           | 법전면                    | 국도 제36호선 구간                                         |
| 소지 교차로 (소지교)            | 봉화군                 | 한티로                    | 법전면                    | 국도 제36호선 구간 봉화 방면 진입 불가 영주 방면 진출 불가 |
| 소지1교 소지2교                 | 봉화군                 |                           | 법전면                    | 국도 제36호선 구간                                         |
| 수청 교차로                     | 봉화군                 | 한티로                    | 법전면                    | 국도 제36호선 구간 봉화 방면 진출 불가 영주 방면 진입 불가 |
| 춘양 교차로                     | 봉화군                 | 소천로                    | 춘양면                    | 국도 제36호선 구간                                         |
| 법전 ~ 소천간 도로와 직결       |                        |                           |                           |                                                            |

## 주요 건물 및 시설
- 봉화군쓰레기매립장 (경상북도 봉화군 봉화읍 파인토피아로 1131)
- 법전역 (경상북도 봉화군 법전면 파인토피아로 2434)